# وروار كارميني جنوبي
وروار كأرميني جنوبي (الاسم العلمي: Merops nubicoides) هو نوع من الطيور يتبع جنس الوروار من فصيلة الوروارية.